# Etsch-Radweg
Der Etsch-Radweg (italienisch Ciclopista della valle dell'Adige) führt über 345 Kilometer als Radfernweg von Landeck bis nach Verona.

## Streckenverlauf
Die Radroute führt durch Tirol, Südtirol, das Trentino und Venetien. Die Route beginnt in Landeck und führt die ersten Kilometer durch das Oberinntal. Über den Reschenpass und durch den Vinschgau geht es nach Meran. 
Die Streckenführung ist hier die gleiche wie auf der Via Claudia Augusta. Sie folgt damit einer historischen Römerstraße der Antike, die ihren Ausgangspunkt bereits in Donauwörth hat.
Ab Meran führt der Etsch-Radweg durch das nun breite Etschtal zum größten Teil entlang der Etsch über Bozen und Trient nach Verona. Er verläuft dabei über asphaltierte Wirtschaftswege zwischen Obstplantagen und ausgedehnten Weinanbaugebieten, bei meist dezentem Gefälle in südliche Richtung. In Rovereto kann man einen Umweg zum Gardasee machen und bis Desenzano del Garda oder Sirmione den See auf einem Schiff überqueren. 
Auf dem Etsch-Radweg gibt es keine einheitliche Beschilderung. Innerhalb Südtirols wird die Strecke vom Reschen nach Bozen als Radroute 2 „Vinschgau–Bozen“ bezeichnet, das anschließende Teilstück von Bozen bis zur Provinzgrenze wird der Radroute 1 „Brenner–Salurn“ zugerechnet.

## Sehenswertes entlang der Strecke
- Reschensee mit versunkenem Kirchturm
- Martinskapelle am Giernhof
- Churburg in Schluderns
- Glurns
- Schloss Juval bei Naturns
- Schloss Sigmundskron bei Bozen
- Castel Beseno bei Besenello
- Castello di Avio bei Avio
- die Altstädte von Meran, Bozen, Trient, Rovereto und Verona

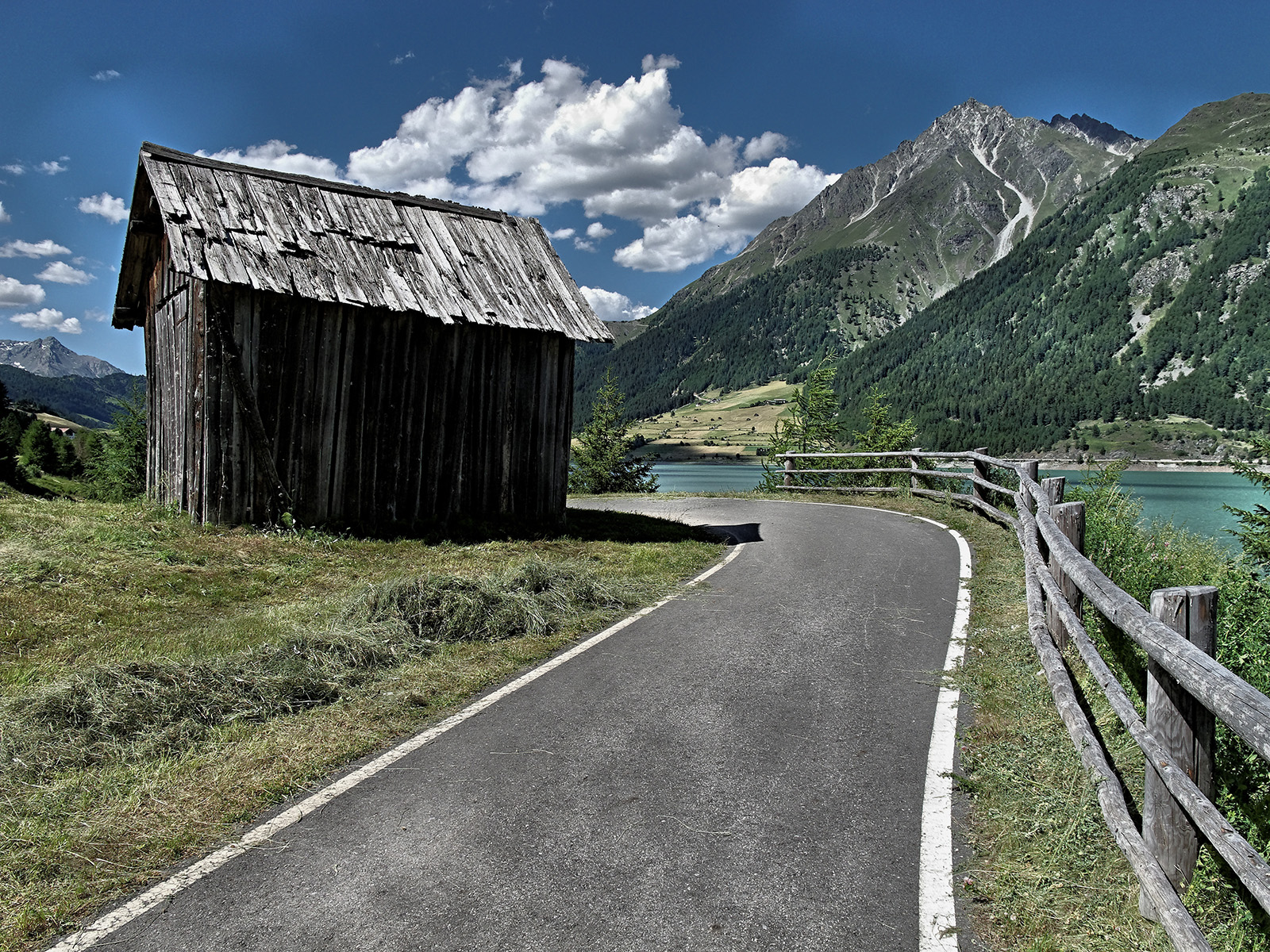
Am Reschensee
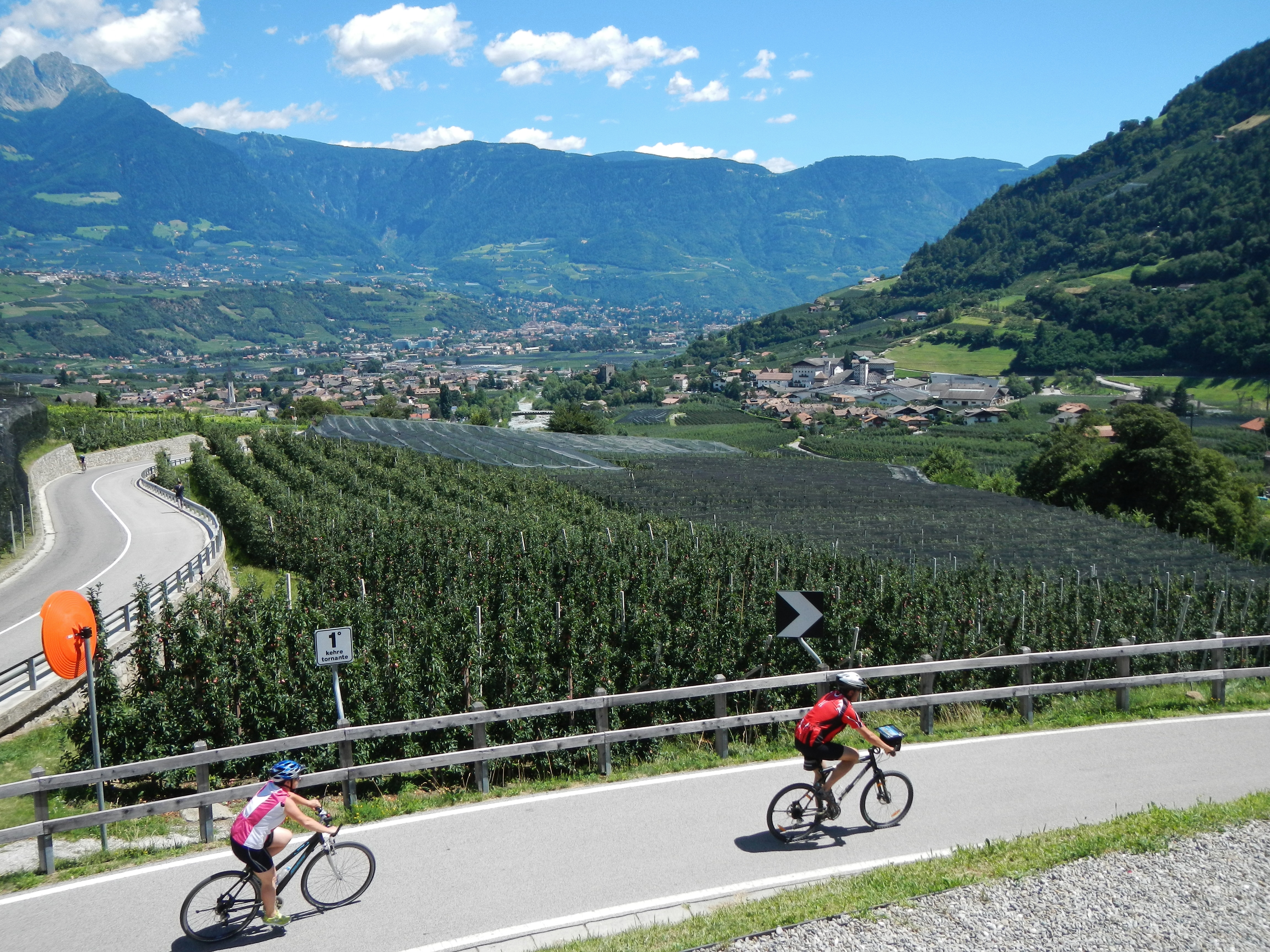
Bei Algund
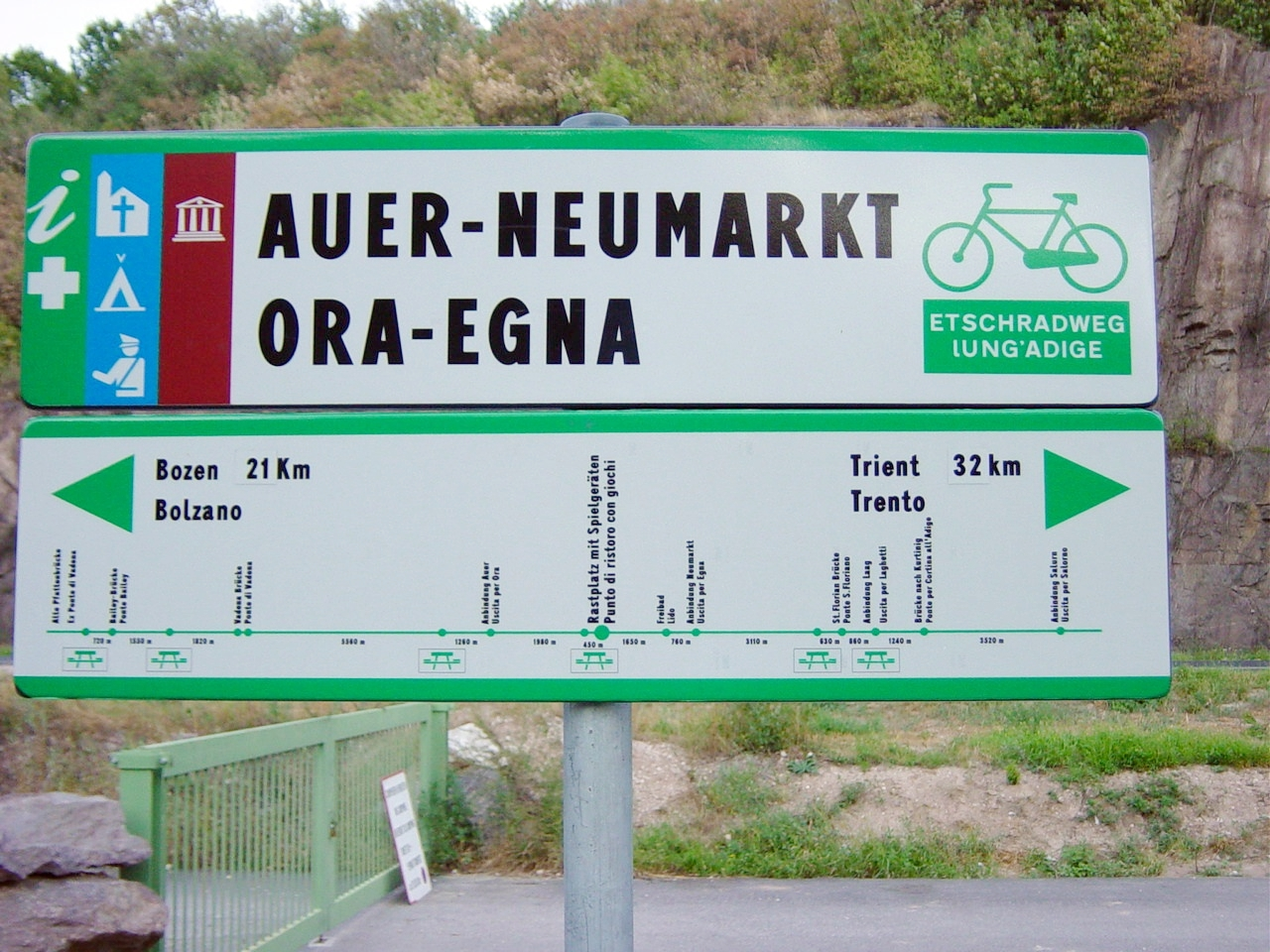
Gute Beschilderung bei Bozen
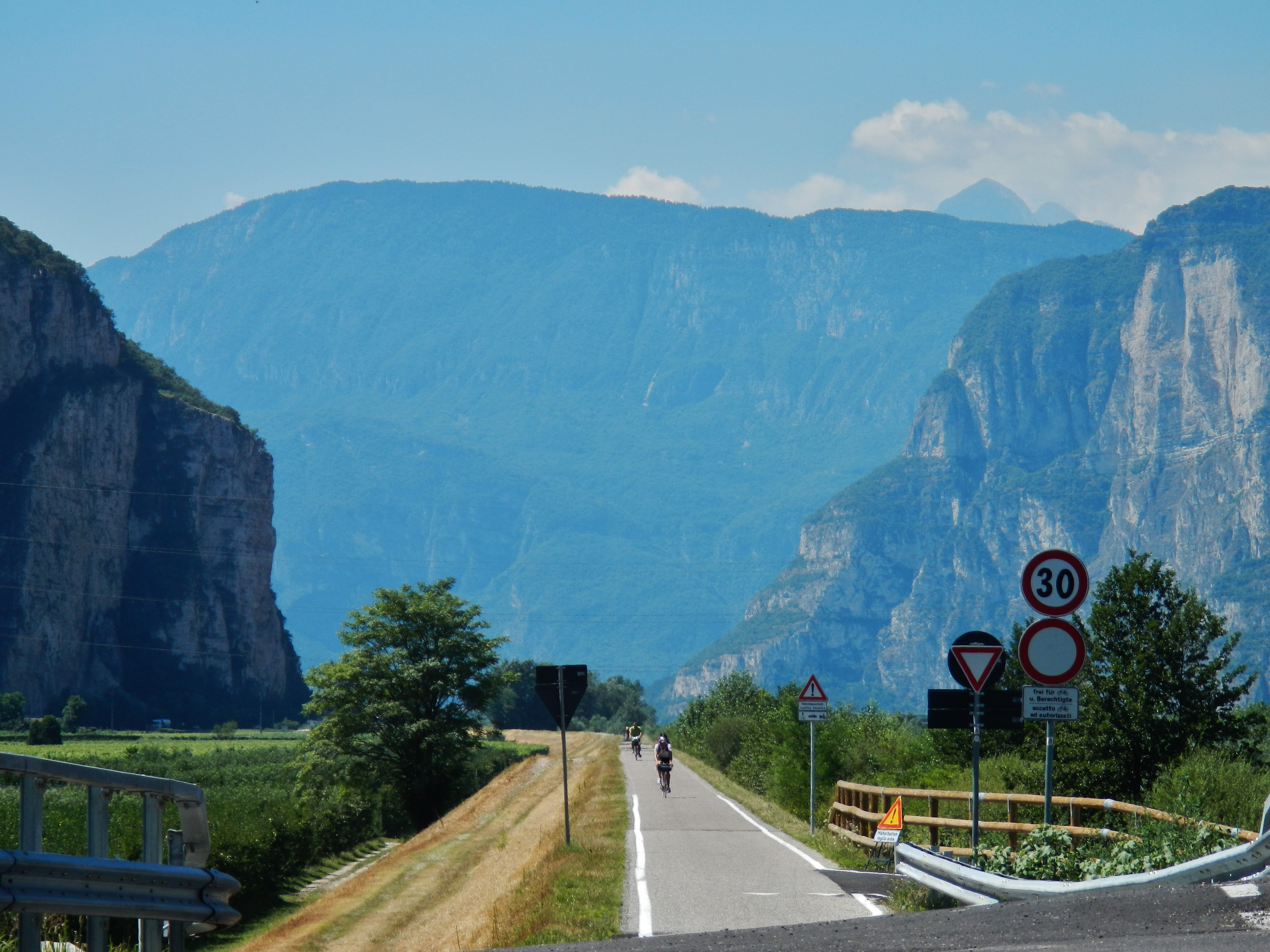
An der Salurner Klause zwischen Südtirol und dem Trentino
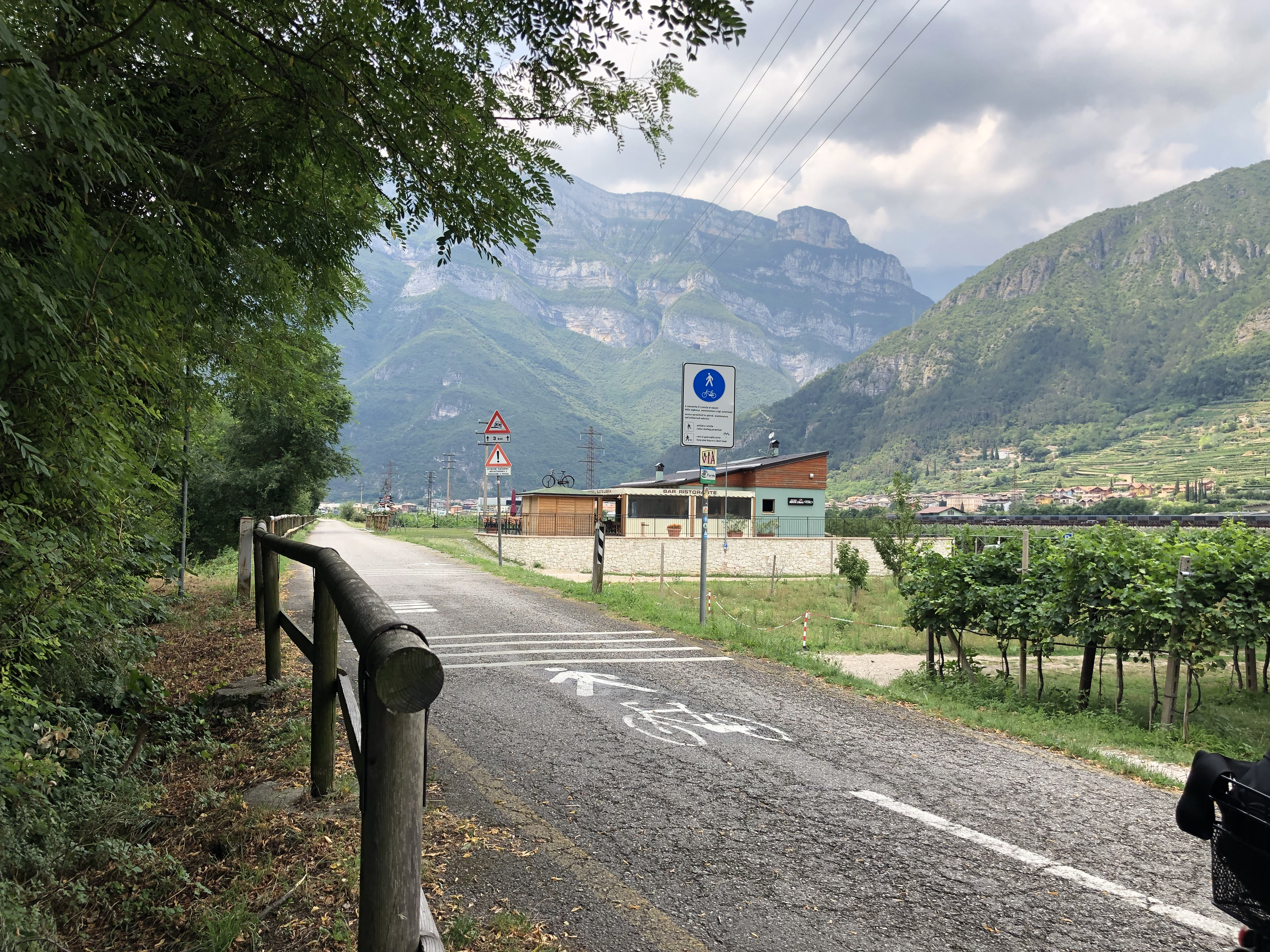
„Bicigrill“ bei Sabbionara, Avio